# Nothobranchius rubroreticulatus
Nothobranchius rubroreticulatus är en fiskart som beskrevs av Jacques Blache och François Miton, 1960. Nothobranchius rubroreticulatus ingår i släktet Nothobranchius och familjen Nothobranchiidae. IUCN kategoriserar arten globalt som otillräckligt studerad. Inga underarter finns listade i Catalogue of Life.